# 汪國楠
汪國楠（？—1614年），字仲木，號斗崙，直隸徽州府婺源县人，明朝政治人物。

## 生平
萬曆十九年（1591年）辛卯科應天鄉試第十八名舉人。萬曆二十三年（1595年）乙未科會試第二十一名，廷試三甲第四十五名進士。禮部觀政，本年六月授知浙江蘭谿縣，徵輸有法，課士有方，修義倉，行保甲。二十八年升南兵部车驾司管馬快舡主事，疏論花木不宜濫進，内臣不宜擅差。三十一年升员外郎，本年改南禮部，升儀制司郎中，三十四年出知真定府。郡滹沱河决口，工费叵测，無敢言築堤者，國楠坚請用鐡鍋連鎖載石沉水法，堤遂成。三十六年丁憂，三十九年起改江西南昌府知府，四十年五月升江西南瑞道副使，四十一年二月升山東東寧兵備参政，次年卒于官。

## 家族
曾祖汪盛全。祖汪欽，主簿。父汪激，庠生。母俞氏。慈侍下。